# Alien vs. Predator 3D
| Mottagande      | Mottagande      |
| Recensionsbetyg | Recensionsbetyg |
| Publikation     | Betyg           |
| --------------- | --------------- |
| IGN             | 6.9/10          |

Alien vs. Predator 3D är ett datorspel från 2005, baserat på filmen Alien vs. Predator, utvecklat av 3DWG för Superscape. Spelet är avsett att användas tillsammans med en mobiltelefon.